# I Know My First Name Is Steven
I Know My First Name Is Steven är en amerikansk TV-film från 1989 som regisserades av Larry Elikann, baserad på en sann historia.

## Handling
Steven Stayner är en sjuårig pojke som blir kidnappad av Kenneth Parnell strax innan jul. Steven tror att Parnell fått laglig vårdnad om honom och att hans familj har flyttat. Så Steven stannar hos Parnell i sju år och utsätts för övergrepp hela tiden. Vid fjorton års ålder lyckas han till slut rymma för att kunna söka upp sina föräldrar.

## Om filmen
Den verklige Steven Stayner fick 30 000 dollar för att filmen gjordes, och han själv har en statistroll som polis i filmen. Han dog i en motorcykelolycka strax efter att filmen haft premiär. Han blev 24 år och lämnade sin fru och två barn efter sig.

## Rollista i urval
- Cindy Pickett - Kay Stayner
- John Ashton - Del Stayner
- Corin Nemec - Steven Stayner / Dennis Parnell
- Pruitt Taylor Vince - Irving Murphy
- Ray Wolston - Bob Augustine
- Luke Edwards - Steven Stayner (vid 7 års ålder)
- Gregg Henry - Kean